# Мулінс-да-Рей
Мулі́нс-да-Рей (кат. Molins de Rei, вимова літературною каталанською [mu'łins də rej]) - муніципалітет, розташований в Автономній області Каталонія, в Іспанії. Код муніципалітету за номенклатурою Інституту статистики Каталонії - 81234. Знаходиться у районі (кумарці) Баш-Любрагат (коди району - 11 та BT) провінції Барселона, згідно з новою адміністративною реформою перебуватиме у складі баґарії (округи) Барселона. За кількістю населення у 2007 р. місто займало 51 місце серед муніципалітетів Каталонії.

## Назва муніципалітету
Назва муніципалітету походить від лат. molīnu - "млин" та лат. rēge - "король, володар", у перекладі назва означає "королівські млини".

## Населення
Населення міста (у 2007 р.) становить 23.544 особи (з них менше 14 років - 15,6%, від 15 до 64 - 70,1%, понад 65 років - 14,3%). У 2006 р. народжуваність склала 328 осіб, смертність - 167 осіб, зареєстровано 121 шлюб. У 2001 р. активне населення становило 10.617 осіб, з них безробітних - 925 осіб.

Серед осіб, які проживали на території міста у 2001 р., 14.966 народилися в Каталонії (з них 6.975 осіб у тому самому районі, або кумарці), 5.082 особи приїхали з інших областей Іспанії, а 591 особа приїхала з-за кордону. 

Вищу освіту має 12% усього населення. 

У 2001 р. нараховувалося 7.370 домогосподарств (з них 18,2% складалися з однієї особи, 28,7% з двох осіб,23,3% з 3 осіб, 20,6% з 4 осіб, 5,8% з 5 осіб, 2,1% з 6 осіб, 0,7% з 7 осіб, 0,3% з 8 осіб і 0,2% з 9 і більше осіб).

Активне населення міста у 2001 р. працювало у таких сферах діяльності : у сільському господарстві - 0,5%, у промисловості - 32,3%, на будівництві - 8,2% і у сфері обслуговування - 59%. 

 У муніципалітеті або у власному районі (кумарці) працює 9.533 особи, поза районом - 6.048 осіб.

### Доходи населення
У 2002 р. доходи населення розподілялися таким чином :
| \| Доходи населення за статтями доходів \| Доходи населення за статтями доходів \| Доходи населення за статтями доходів \| \| Рік \| 2002 р. \| 2001 р. \| \| ------------------------------------ \| ------------------------------------ \| ------------------------------------ \| \| Заробітна платня \| 63,5% \| 64,7% \| \| Доходи від ведення бізнесу \| 22,8% \| 22,1% \| \| Соціальна допомога \| 13,8% \| 13,2% \| |         |         |
| Доходи населення за статтями доходів |         |         |
| Рік | 2002 р. | 2001 р. |
| Заробітна платня | 63,5%   | 64,7%   |
| Доходи від ведення бізнесу | 22,8%   | 22,1%   |
| Соціальна допомога | 13,8%   | 13,2%   |

### Безробіття
У 2007 р. нараховувалося 712 безробітних (у 2006 р. - 842 безробітних), з них чоловіки становили 34,3%, а жінки - 65,7%.

## Економіка
У 1996 р. валовий внутрішній продукт розподілявся по сферах діяльності таким чином :
| \| Валовий внутрішній продукт \| Валовий внутрішній продукт \| Валовий внутрішній продукт \| \| Рік \| 1996 р. \| 1991 р. \| \| -------------------------- \| -------------------------- \| -------------------------- \| \| Сільське господарство \| 0,1% \| 0% \| \| Промисловість \| 35% \| 0% \| \| Будівництво \| 7,3% \| 0% \| \| Послуги \| 57,6% \| 0% \| |         |         |
| Валовий внутрішній продукт |         |         |
| Рік | 1996 р. | 1991 р. |
| Сільське господарство | 0,1%    | 0%      |
| Промисловість | 35%     | 0%      |
| Будівництво | 7,3%    | 0%      |
| Послуги | 57,6%   | 0%      |

### Підприємства міста

#### Промислові підприємства
| \| Промислові підприємства міста, за сферою діяльності \| Промислові підприємства міста, за сферою діяльності \| Промислові підприємства міста, за сферою діяльності \| \| Рік \| 2002 р. \| 2001 р. \| \| --------------------------------------------------- \| --------------------------------------------------- \| --------------------------------------------------- \| \| Енергетичні та водні ресурси \| 0,4% \| 0,4% \| \| Хімія та метали \| 4,5% \| 4,9% \| \| Переробка металів \| 43,9% \| 44,2% \| \| Продукти харчування \| 1,9% \| 2,1% \| \| Текстиль \| 15,6% \| 16,8% \| \| Виробництво меблів, видання \| 24,9% \| 23,5% \| \| Інше \| 8,9% \| 8,1% \| \| Усього підприємств \| 269 \| 285 \| |         |         |
| Промислові підприємства міста, за сферою діяльності |         |         |
| Рік | 2002 р. | 2001 р. |
| Енергетичні та водні ресурси | 0,4%    | 0,4%    |
| Хімія та метали | 4,5%    | 4,9%    |
| Переробка металів | 43,9%   | 44,2%   |
| Продукти харчування | 1,9%    | 2,1%    |
| Текстиль | 15,6%   | 16,8%   |
| Виробництво меблів, видання | 24,9%   | 23,5%   |
| Інше | 8,9%    | 8,1%    |
| Усього підприємств | 269     | 285     |

#### Роздрібна торгівля
| \| Підприємства роздрібної торгівлі міста, за сферою діяльності \| Підприємства роздрібної торгівлі міста, за сферою діяльності \| Підприємства роздрібної торгівлі міста, за сферою діяльності \| \| Рік \| 2002 р. \| 2001 р. \| \| ------------------------------------------------------------ \| ------------------------------------------------------------ \| ------------------------------------------------------------ \| \| Продукти харчування \| 32,3% \| 33,4% \| \| Одяг та взуття \| 20,9% \| 20,1% \| \| Товари для дому \| 13,4% \| 13,9% \| \| Книги та періодичні видання \| 3,4% \| 3,5% \| \| Промислова хімічна продукція \| 7,1% \| 7,3% \| \| Продукція, пов'язана з транспортними засобами \| 4,9% \| 4,3% \| \| Інше \| 18% \| 17,4% \| \| Усього підприємств \| 350 \| 368 \| |         |         |
| Підприємства роздрібної торгівлі міста, за сферою діяльності |         |         |
| Рік | 2002 р. | 2001 р. |
| Продукти харчування | 32,3%   | 33,4%   |
| Одяг та взуття | 20,9%   | 20,1%   |
| Товари для дому | 13,4%   | 13,9%   |
| Книги та періодичні видання | 3,4%    | 3,5%    |
| Промислова хімічна продукція | 7,1%    | 7,3%    |
| Продукція, пов'язана з транспортними засобами | 4,9%    | 4,3%    |
| Інше | 18%     | 17,4%   |
| Усього підприємств | 350     | 368     |

#### Сфера послуг
| \| Підприємства міста, що працюють у сфері послуг, за діяльністю \| Підприємства міста, що працюють у сфері послуг, за діяльністю \| Підприємства міста, що працюють у сфері послуг, за діяльністю \| \| Рік \| 2002 р. \| 2001 р. \| \| ------------------------------------------------------------- \| ------------------------------------------------------------- \| ------------------------------------------------------------- \| \| Гуртова торгівля \| 19,8% \| 19,4% \| \| Готелі та готельний бізнес \| 11,9% \| 12,6% \| \| Транспорт та зв'язок \| 20,2% \| 20,7% \| \| Посередницькі фінансові послуги \| 4,5% \| 4,9% \| \| Послуги підприємствам \| 9,2% \| 9,1% \| \| Послуги фізичним особам \| 23% \| 22,7% \| \| Нерухомість та ін. \| 11,4% \| 10,6% \| \| Усього підприємств \| 867 \| 820 \| |         |         |
| Підприємства міста, що працюють у сфері послуг, за діяльністю |         |         |
| Рік | 2002 р. | 2001 р. |
| Гуртова торгівля | 19,8%   | 19,4%   |
| Готелі та готельний бізнес | 11,9%   | 12,6%   |
| Транспорт та зв'язок | 20,2%   | 20,7%   |
| Посередницькі фінансові послуги | 4,5%    | 4,9%    |
| Послуги підприємствам | 9,2%    | 9,1%    |
| Послуги фізичним особам | 23%     | 22,7%   |
| Нерухомість та ін. | 11,4%   | 10,6%   |
| Усього підприємств | 867     | 820     |

## Житловий фонд
У 2001 р. 4,4% усіх родин (домогосподарств) мали житло метражем до 59 м2, 54,2% - від 60 до 89 м2, 29,4% - від 90 до 119 м2 і
12,1% - понад 120 м2.

З усіх будівель у 2001 р. 42,7% було одноповерховими, 25,6% - двоповерховими, 14,2
% - триповерховими, 7,3% - чотириповерховими, 5,3% - п'ятиповерховими, 3,2% - шестиповерховими,
0,8% - семиповерховими, 0,8% - з вісьмома та більше поверхами.

## Автопарк
| \| Автомобілі, зареєстровані у місті, за призначенням \| Автомобілі, зареєстровані у місті, за призначенням \| Автомобілі, зареєстровані у місті, за призначенням \| \| Рік \| 2006 р. \| 2005 р. \| \| -------------------------------------------------- \| -------------------------------------------------- \| -------------------------------------------------- \| \| Приватні автомобілі \| 68,9% \| 69,3% \| \| Мотоцикли \| 11,8% \| 11,4% \| \| Вантажівки \| 15,2% \| 15,4% \| \| Трактори \| 0,9% \| 0,9% \| \| Автобуси та ін. \| 3,1% \| 3,1% \| \| Усього автомобілів \| 15.746 шт. \| 14.924 шт. \| |            |            |
| Автомобілі, зареєстровані у місті, за призначенням |            |            |
| Рік | 2006 р.    | 2005 р.    |
| Приватні автомобілі | 68,9%      | 69,3%      |
| Мотоцикли | 11,8%      | 11,4%      |
| Вантажівки | 15,2%      | 15,4%      |
| Трактори | 0,9%       | 0,9%       |
| Автобуси та ін. | 3,1%       | 3,1%       |
| Усього автомобілів | 15.746 шт. | 14.924 шт. |

## Вживання каталанської мови
У 2001 р. каталанську мову у місті розуміли 96,7% усього населення (у 1996 р. - 96,5%), вміли говорити нею 80,6% (у 1996 р. - 
79,8%), вміли читати 80% (у 1996 р. - 76,2%), вміли писати 55,4
% (у 1996 р. - 50,3%). Не розуміли каталанської мови 3,3%.

## Політичні уподобання
У виборах до Парламенту Каталонії у 2006 р. взяло участь 11.194 особи (у 2003 р. - 12.007 осіб). Голоси за політичні сили розподілилися таким чином:
| \| Вибори до Парламенту Каталонії \| Вибори до Парламенту Каталонії \| Вибори до Парламенту Каталонії \| \| Рік \| 2006 р. \| 2003 р. \| \| -------------------------------------- \| ------------------------------ \| ------------------------------ \| \| Конвергенція та Єднання (CiU) \| 30,7% \| 30,4% \| \| Соціалістична партія Каталонії (PSC) \| 27,1% \| 30,7% \| \| Народна партія (PP) \| 7% \| 7,9% \| \| Ініціатива за Каталонію — Зелені (ICV) \| 13,9% \| 9,9% \| \| Республіканська лівиця Каталонії (ERC) \| 16,1% \| 20,1% \| \| Громадяни — Громадянська партія (C's) \| 2,1% \| 0% \| \| Інші \| 3,2% \| 1,1% \| |         |         |
| Вибори до Парламенту Каталонії |         |         |
| Рік | 2006 р. | 2003 р. |
| Конвергенція та Єднання (CiU) | 30,7%   | 30,4%   |
| Соціалістична партія Каталонії (PSC) | 27,1%   | 30,7%   |
| Народна партія (PP) | 7%      | 7,9%    |
| Ініціатива за Каталонію — Зелені (ICV) | 13,9%   | 9,9%    |
| Республіканська лівиця Каталонії (ERC) | 16,1%   | 20,1%   |
| Громадяни — Громадянська партія (C's) | 2,1%    | 0%      |
| Інші | 3,2%    | 1,1%    |

У муніципальних виборах у 2007 р. взяло участь 9.992 особи (у 2003 р. - 11.124 особи). Голоси за політичні сили розподілилися таким чином:
| \| Муніципальні вибори \| Муніципальні вибори \| Муніципальні вибори \| \| Рік \| 2007 р. \| 2003 р. \| \| -------------------------------------- \| ------------------- \| ------------------- \| \| Конвергенція та Єднання (CiU) \| 14,2% \| 8% \| \| Соціалістична партія Каталонії (PSC) \| 29,5% \| 35,2% \| \| Народна партія (PP) \| 5,7% \| 5,2% \| \| Ініціатива за Каталонію — Зелені (ICV) \| 31% \| 34,9% \| \| Республіканська лівиця Каталонії (ERC) \| 14,2% \| 16,7% \| \| Громадяни — Громадянська партія (C's) \| 0% \| 0% \| \| Інші \| 5,4% \| 0% \| |         |         |
| Муніципальні вибори |         |         |
| Рік | 2007 р. | 2003 р. |
| Конвергенція та Єднання (CiU) | 14,2%   | 8%      |
| Соціалістична партія Каталонії (PSC) | 29,5%   | 35,2%   |
| Народна партія (PP) | 5,7%    | 5,2%    |
| Ініціатива за Каталонію — Зелені (ICV) | 31%     | 34,9%   |
| Республіканська лівиця Каталонії (ERC) | 14,2%   | 16,7%   |
| Громадяни — Громадянська партія (C's) | 0%      | 0%      |
| Інші | 5,4%    | 0%      |